# Храм Святих Кирила і Мефодія (Мелітополь)

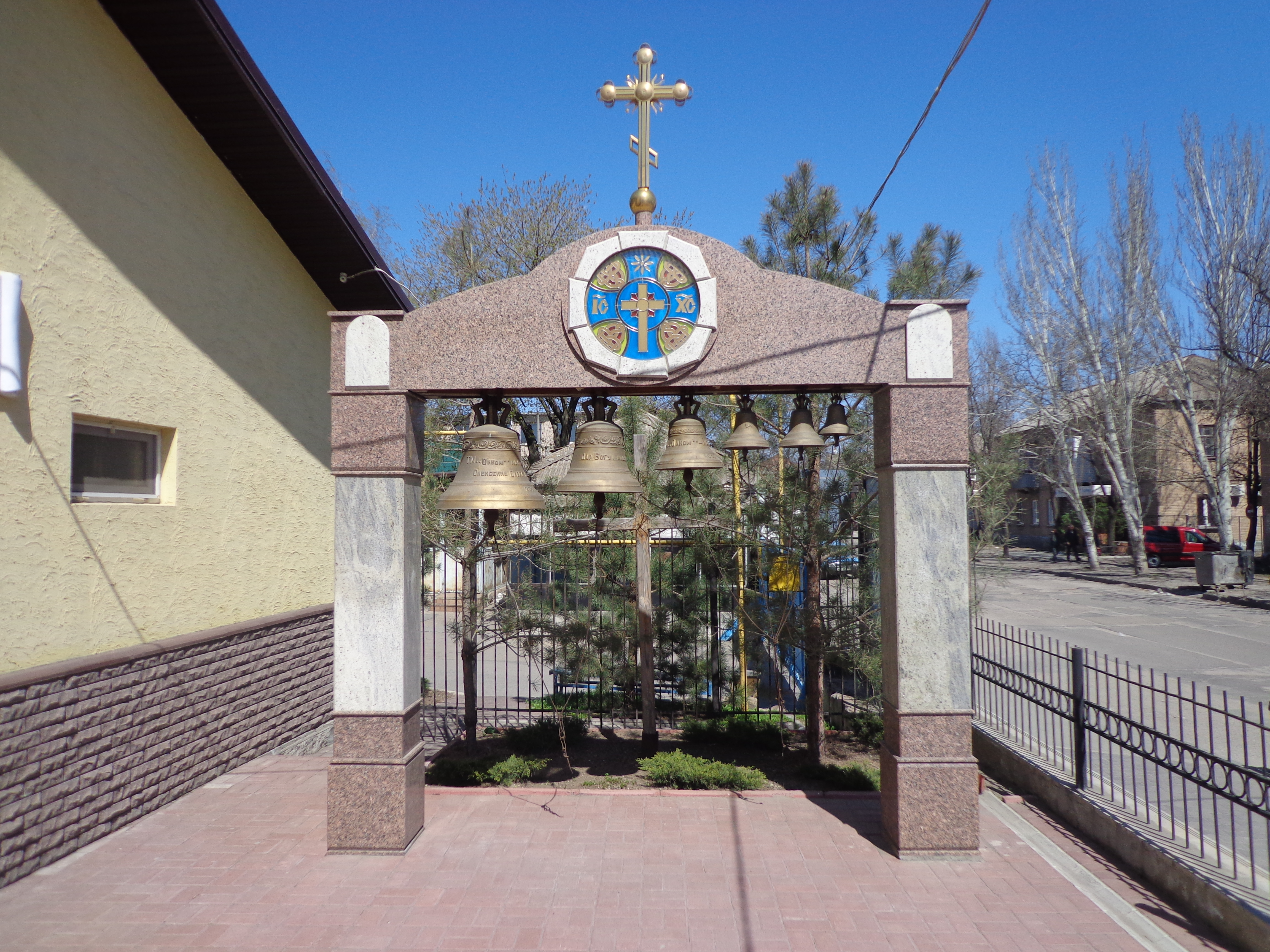
Дзвінниця храму

Храм святих рівноапостольних Кирила та Мефодія – православний храм у місті Мелітополі. Належить до Запорізької єпархії Православної Церкви України, присвячений святим Кирилу і Мефодію. Будівля храму розташована на вулиці Олександра Невського біля трикотажної фабрики. Настоятель храму - ієрей Валерій Колесник.

## Історія
Будівля храму була побудована в 1892 році. У 1970-х - 1980-х роках у будівлі церкви розміщувався спортзал педагогічного інституту, пізніше - склад і цех трикотажної фабрики. У 2004 році було розпочато його капітальну реконструкцію, на яку знадобилось 6 років праці та близько 1 мільйона гривень. Основну частину фінансування взяла на себе Мелітопольська трикотажна фабрика «Надія».
17 квітня 2010 року над храмом був поставлений хрест.
16 липня 2010 року відбулося відкриття та освячення дзвіниці храму. Вона була створена майстром Олександром Синегіним під керівництвом Сергія Манучаряна. Шість дзвонів дзвіниці було відлито на ливарному заводі в Нововолинську, де вже не одне десятиліття виготовляють церковні дзвони. Відкриття дзвіниці пройшло напередодні восьмої річниці смерті мелітопольського підприємця та мецената Олега Олексенка, родичі якого допомогли побудувати дзвіницю та придбати дзвони. На всіх шести дзвонах вигравіровано ім'я Олега Олексенка.
Освячення відреставрованого храму відбулося 19 лютого 2011 року у присутності архієпископа Запорізького та Мелітопольського Григорія. 20 лютого у храмі відбулася перша служба.

## Внутрішнє оздоблення
Іконостас храму має 10 метрів завдовжки та 5,5 метрів заввишки. Роботи з його створення зайняли понад рік. Він виготовлений із липи харківськими майстрами. Списки ікон виконані за православними канонами. У центрі приміщення встановлені чотири колони, оброблені мармуром. Люстра храму виготовлена на замовлення у Києві. Приміщення розписане художниками з Тернопільської області. На внутрішніх стінах храму залишено фрагменти старовинної цегляної кладки. Вікна храму прикрашені вітражами.